# Digosville
Digosville és un municipi francès situat al departament de la Manche i a la regió de Normandia. L'any 2007 tenia 1.549 habitants.

## Demografia

### Població
El 2007 la població de fet de Digosville era de 1.549 persones. Hi havia 548 famílies de les quals 84 eren unipersonals (40 homes vivint sols i 44 dones vivint soles), 168 parelles sense fills, 272 parelles amb fills i 24 famílies monoparentals amb fills.
La població ha evolucionat segons el següent gràfic:
Habitants censats

### Habitatges
El 2007 hi havia 647 habitatges, 561 eren l'habitatge principal de la família, 64 eren segones residències i 22 estaven desocupats. Tots els 636 habitatges eren cases. Dels 561 habitatges principals, 492 estaven ocupats pels seus propietaris, 61 estaven llogats i ocupats pels llogaters i 8 estaven cedits a títol gratuït; 6 tenien una cambra, 19 en tenien dues, 45 en tenien tres, 125 en tenien quatre i 366 en tenien cinc o més. 450 habitatges disposaven pel capbaix d'una plaça de pàrquing. A 193 habitatges hi havia un automòbil i a 352 n'hi havia dos o més.

### Piràmide de població
La piràmide de població per edats i sexe el 2009 era:
| Homes | Edats   | Dones |
| ----- | ------- | ----- |
| 0     | 95 o +  | 0     |
| 0     | 90 a 94 | 0     |
| 4     | 85 a 89 | 12    |
| 0     | 80 a 84 | 4     |
| 20    | 75 a 79 | 12    |
| 12    | 70 a 74 | 32    |
| 24    | 65 a 69 | 8     |
| 28    | 60 a 64 | 20    |
| 32    | 55 a 59 | 28    |
| 56    | 50 a 54 | 44    |
| 68    | 45 a 49 | 64    |
| 56    | 40 a 44 | 44    |
| 92    | 35 a 39 | 76    |
| 32    | 30 a 34 | 76    |
| 36    | 25 a 29 | 44    |
| 40    | 20 a 24 | 20    |
| 52    | 15 a 19 | 80    |
| 68    | 10 a 14 | 88    |
| 76    | 5 a 9   | 56    |
| 36    | 0 a 4   | 48    |

## Economia
El 2007 la població en edat de treballar era de 1.076 persones, 791 eren actives i 285 eren inactives. De les 791 persones actives 717 estaven ocupades (389 homes i 328 dones) i 73 estaven aturades (30 homes i 43 dones). De les 285 persones inactives 103 estaven jubilades, 111 estaven estudiant i 71 estaven classificades com a «altres inactius».

### Ingressos
El 2009 a Digosville hi havia 581 unitats fiscals que integraven 1.616 persones, la mediana anual d'ingressos fiscals per persona era de 19.742 €.

### Activitats econòmiques
Dels 32 establiments que hi havia el 2007, 2 eren d'empreses extractives, 3 d'empreses de fabricació d'altres productes industrials, 6 d'empreses de construcció, 7 d'empreses de comerç i reparació d'automòbils, 3 d'empreses de transport, 2 d'empreses d'informació i comunicació, 2 d'empreses immobiliàries, 5 d'empreses de serveis, 1 d'una entitat de l'administració pública i 1 d'una empresa classificada com a «altres activitats de serveis».
Dels 6 establiments de servei als particulars que hi havia el 2009, 1 era un taller de reparació d'automòbils i de material agrícola, 1 paleta, 3 fusteries i 1 lampisteria.
L'únic establiment comercial que hi havia el 2009 era una botiga de material esportiu.
L'any 2000 a Digosville hi havia 31 explotacions agrícoles que ocupaven un total de 689 hectàrees.

## Equipaments sanitaris i escolars
L'únic equipament sanitari que hi havia el 2009 era una farmàcia.
El 2009 hi havia una escola elemental.

## Poblacions més properes
El següent diagrama mostra les poblacions més properes.